# Lago Chilua
O lago Chilua, também grafado como Chilwa, é um lago na fronteira Maláui-Moçambique. Tem cerca de 60 km de comprimento e 40 km de largura, e é cercado por extensas áreas húmidas. Há uma grande ilha no meio do lago chamada Chisi.
No lado do Maláui, onde está a maior parte deste, é considerado o segundo maior lago do país, depois do lago Niassa. Administrativamente, fica nos distritos de Zomba e Phalombe. Em Moçambique o lago quase que tangencia a fronteira limítrofe com o Maláui, sendo que a única vila de relevo é Insaca e o povoado de Chitimbe, no distrito de Mecanhelas, na província de Niassa. Há uma porção deste ainda menor na província moçambicana de Zambézia, próximo a vila de Molumbo.

## Dados históricos
O lago não tem efluentes e o nível da água é bastante afetado pelas chuvas sazonais e pela evaporação que ocorre no verão. Em 1968, o lago desapareceu durante o tempo excecionalmente seco. Quando David Livingstone visitou o lago em 1859, relatou que sua fronteira sul alcançava o Maciço de Mulanje, o que tornaria o lago pelo menos 32 quilômetros mais longo do que é hoje.

## Conservação e biodiversidade
A Agência Dinamarquesa de Desenvolvimento Internacional, em cooperação com o Governo do Maláui, tem trabalhado para garantir a preservação do lago e dos seus pântanos. O Programa de Adaptação às Mudanças Climáticas da Bacia do Lago Chilua (LCBCCAP) foi introduzido para conservar a área sensível, que não é apenas uma área húmida importante para a fauna local, mas também uma importante fonte de produtos de peixe na região.
O lago é rico em biodiversidade. As espécies de peixe mais comuns no Chilua são Barbus paludinosus, Oreochromis shiranus chilwae, Clarias gariepinus, Brycinus imberi e Gnathonemus. O lago abriga uma população de aves aquáticas de cerca de 1,5 milhões de indivíduos, com cerca de 160 espécies diferentes. Algumas destas migram ao longo da Via Aérea da Ásia Oriental da Sibéria todos os anos. Com doze espécies de aves, o número ultrapassa 1% da população total de aves migratórias. A população humana circundante é densa e crescente, e as aves aquáticas são caçadas por comida quando o nível da água é baixo e a pesca é problemática. Têm vindo a ser envidado esforços para garantir que a caça seja realizada de maneira sustentável.
O lago está incluído na lista de sítios Ramsar desde 1996.